# 東海道五十三次
東海道五十三次（）は、江戸時代に整備された五街道の一つ、東海道にある53の宿場を指す。古来、道中には風光明媚な場所や有名な名所旧跡が多く、浮世絵や和歌・俳句の題材にもしばしば取り上げられた。

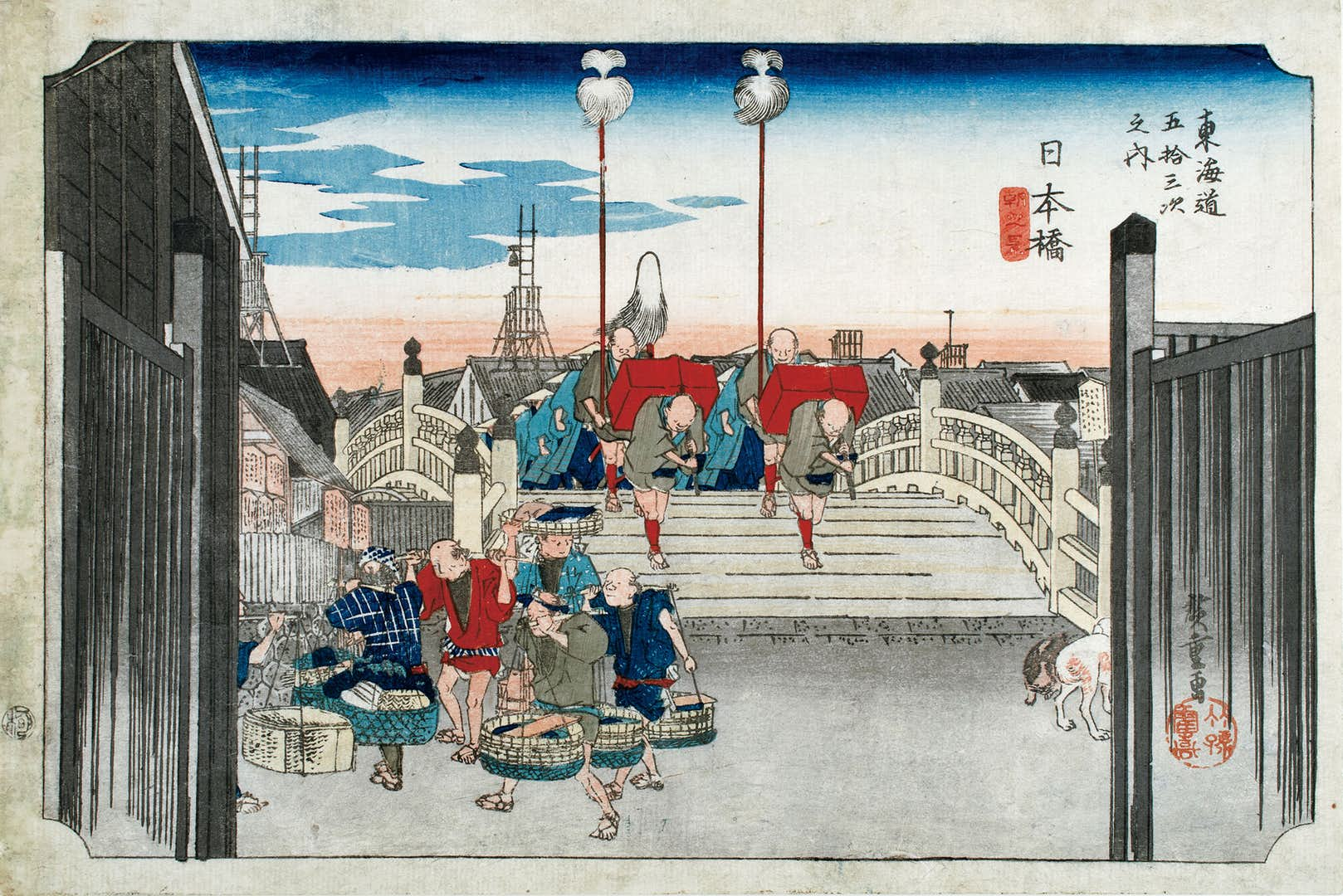
歌川広重『東海道五十三次』より「日本橋」

なお、東海道の一部とされる大坂までの4宿（伏見宿、淀宿、枚方宿、守口宿）を加えて、近年では東海道五十七次と唱えることもある（→#東海道五十七次）。
また、奈良時代の律令制による東海道では、延喜式によると、伊勢の鈴鹿駅から常陸の雄薩（おさか）駅まで55駅が設置されている。
道標に、一里塚（東海道の一里塚一覧）が、江戸幕府の参勤交代のため、各宿場に本陣・脇本陣（旅籠）が指定された。

## 五十三次の一覧

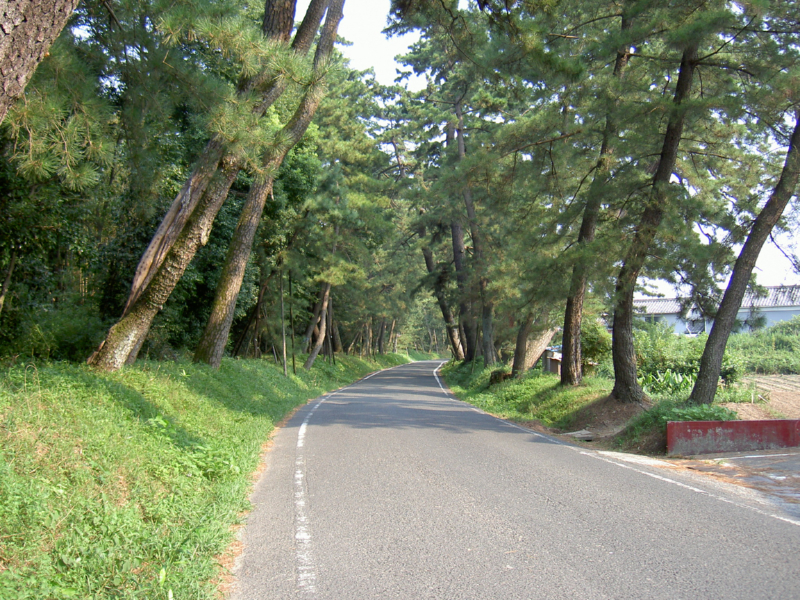
御油の松並木

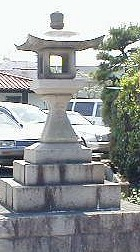
鳴海・常夜灯
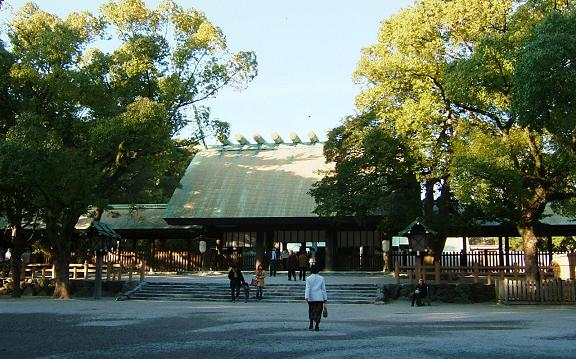
熱田・熱田神宮

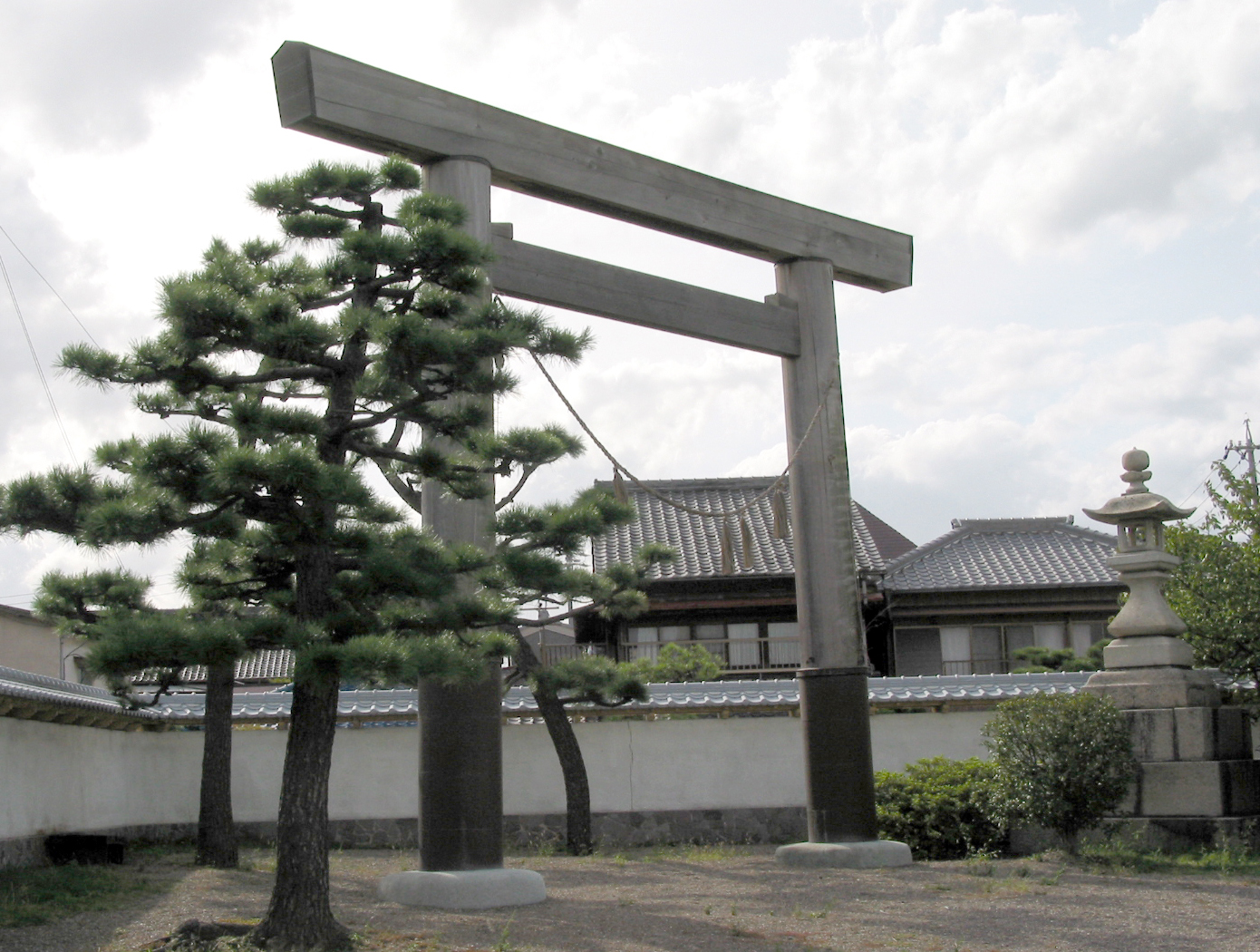
桑名・七里の渡し跡
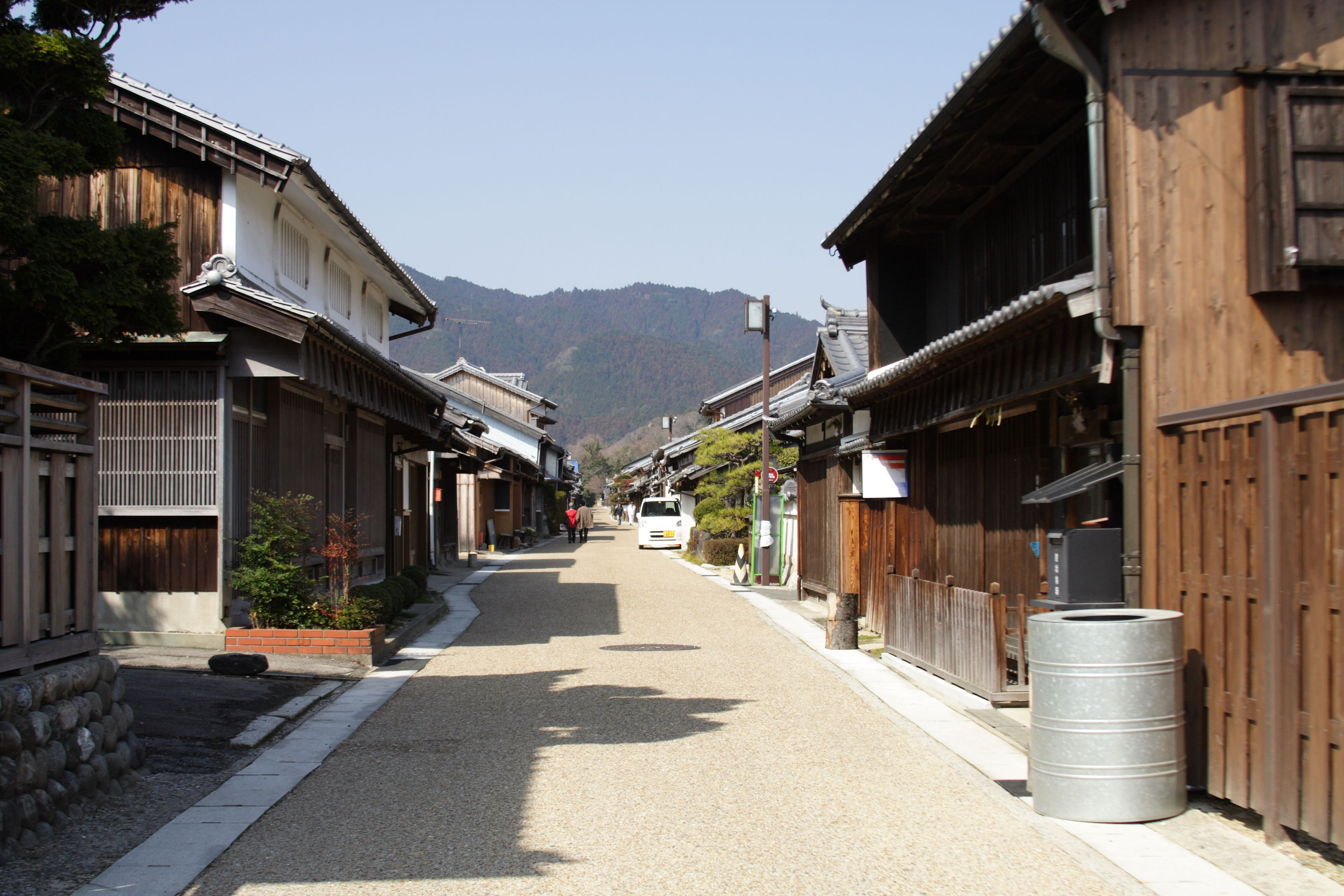
関宿（重伝建）

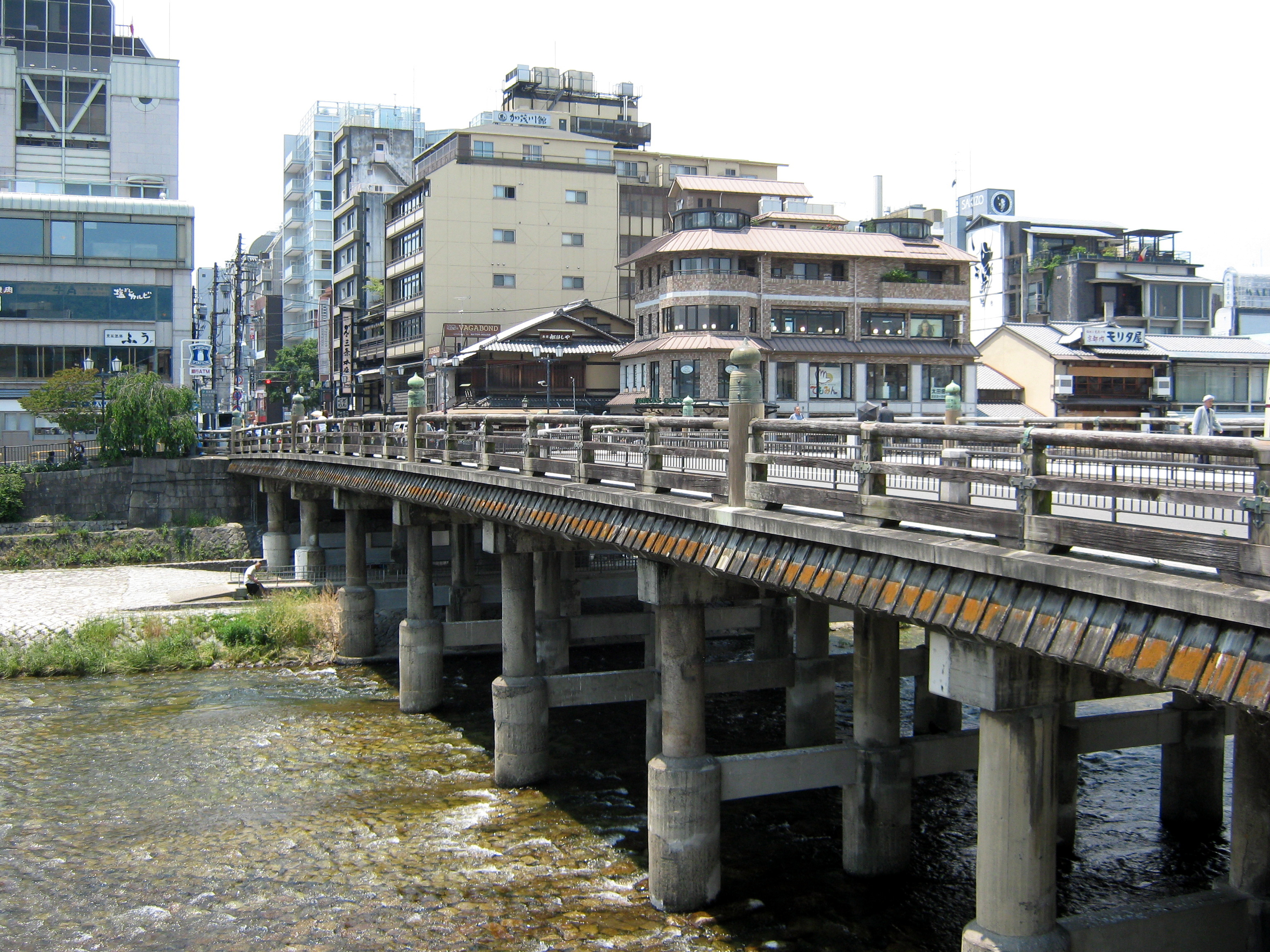
京都・三条大橋

数は品川宿からの通し番号である。江戸と京の間は里程124里8丁、487.8キロメートル (km)。　
東海道五十三次には、旅籠が全部で3000軒近くあったといわれ、宿場ごとによってその数は著しい差があった。人口の多い江戸や京都周辺や、箱根峠や七里の渡しなど、交通難所を控えた宿場も多かった。特に旅籠の数が多かった宿場は、七里の渡しの港があった宮宿（熱田宿）が247軒とその数は群を抜き、その対岸の桑名宿も120軒あった。宮宿は旅籠の数では、東海道はもとより日本一大きな宿場町であった。他に100軒を超えたのは、岡崎宿の112軒である。箱根八里の東麓に位置する小田原宿は95軒、西麓の三島宿にも74軒の旅籠があり、その手前の大磯宿（66軒）、平塚宿（54軒）、藤沢宿（45軒）と比べると多かった。このほか旅籠の多い宿場は、品川宿（93軒）、川崎宿（72軒）、戸塚宿（75軒）、浜松宿（94軒）、四日市宿（98軒）、草津宿（72軒）、大津宿（71軒）があった。
| 宿場          | 里程        | 令制国 | 郡     | 現在の自治体 | 現在の自治体 | 現在の自治体 | 座標                                   | 特記事項                                                                                 |
| 宿場          | 里程        | 令制国 | 郡     | 都道府県     | 市区町村     | 市区町村     | 座標                                   | 特記事項                                                                                 |
| ------------- | ----------- | ------ | ------ | ------------ | ------------ | ------------ | -------------------------------------- | ---------------------------------------------------------------------------------------- |
| 日本橋        | 起点        | 武蔵国 | 豊島郡 | 東京都       | 中央区       | 中央区       | 北緯35度41分01秒 東経139度46分28秒     |                                                                                          |
| 1. 品川宿     | 2里         | 武蔵国 | 荏原郡 | 東京都       | 品川区       | 品川区       | 北緯35度37分19秒 東経139度44分21秒     |                                                                                          |
| 2. 川崎宿     | 2里半       | 武蔵国 | 橘樹郡 | 神奈川県     | 川崎市       | 川崎区       | 北緯35度32分08秒 東経139度42分28秒     |                                                                                          |
| 3. 神奈川宿   | 2里半       | 武蔵国 | 橘樹郡 | 神奈川県     | 横浜市       | 神奈川区     | 北緯35度28分22秒 東経139度37分56.2秒   |                                                                                          |
| 4. 保土ヶ谷宿 | 1里9丁      | 武蔵国 | 橘樹郡 | 神奈川県     | 横浜市       | 保土ケ谷区   | 北緯35度26分38.5秒 東経139度35分44秒   |                                                                                          |
| 5. 戸塚宿     | 2里9丁      | 相模国 | 鎌倉郡 | 神奈川県     | 横浜市       | 戸塚区       | 北緯35度23分42.1秒 東経139度31分47.5秒 |                                                                                          |
| 6. 藤沢宿     | 1里30丁     | 相模国 | 鎌倉郡 | 神奈川県     | 藤沢市       | 藤沢市       | 北緯35度20分44.4秒 東経139度29分10.7秒 |                                                                                          |
| 6. 藤沢宿     | 1里30丁     | 相模国 | 高座郡 | 神奈川県     | 藤沢市       | 藤沢市       | 北緯35度20分44.4秒 東経139度29分10.7秒 |                                                                                          |
| 7. 平塚宿     | 3里半       | 相模国 | 大住郡 | 神奈川県     | 平塚市       | 平塚市       | 北緯35度19分38.2秒 東経139度20分16.1秒 |                                                                                          |
| 8. 大磯宿     | 27丁        | 相模国 | 淘綾郡 | 神奈川県     | 中郡         | 大磯町       | 北緯35度18分32.4秒 東経139度18分55.1秒 |                                                                                          |
| 9. 小田原宿   | 4里         | 相模国 | 足下郡 | 神奈川県     | 小田原市     | 小田原市     | 北緯35度14分55.4秒 東経139度9分39.7秒  | 小田原城下                                                                               |
| 10. 箱根宿    | 4里8丁      | 相模国 | 足下郡 | 神奈川県     | 足柄下郡     | 箱根町       | はふや本陣跡                           |                                                                                          |
| 11. 三島宿    | 3里28丁     | 伊豆国 | 君沢郡 | 静岡県       | 三島市       | 三島市       | 樋口本陣跡                             |                                                                                          |
| 12. 沼津宿    | 1里半       | 駿河国 | 駿東郡 | 静岡県       | 沼津市       | 沼津市       | 北緯35度6分0.4秒 東経138度51分26.7秒   |                                                                                          |
| 13. 原宿      | 1里半       | 駿河国 | 駿東郡 | 静岡県       | 沼津市       | 沼津市       | 北緯35度7分31.9秒 東経138度47分50.4秒  |                                                                                          |
| 14. 吉原宿    | 3里6丁      | 駿河国 | 富士郡 | 静岡県       | 富士市       | 富士市       | 北緯35度9分46秒 東経138度41分8.3秒     |                                                                                          |
| 15. 蒲原宿    | 2里30丁     | 駿河国 | 庵原郡 | 静岡県       | 静岡市       | 清水区       | 東本陣跡                               |                                                                                          |
| 16. 由比宿    | 1里         | 駿河国 | 庵原郡 | 静岡県       | 静岡市       | 清水区       | 本陣公園                               |                                                                                          |
| 17. 興津宿    | 2里12丁     | 駿河国 | 庵原郡 | 静岡県       | 静岡市       | 清水区       | 東本陣跡                               |                                                                                          |
| 18. 江尻宿    | 1里3丁      | 駿河国 | 庵原郡 | 静岡県       | 静岡市       | 清水区       | 寺尾本陣跡                             |                                                                                          |
| 19. 府中宿    | 2里29丁     | 駿河国 | 有度郡 | 静岡県       | 静岡市       | 葵区         | 上伝馬本陣跡                           | 駿府城下                                                                                 |
| 20. 鞠子宿    | 1里半       | 駿河国 | 有度郡 | 静岡県       | 静岡市       | 駿河区       | 本陣跡                                 |                                                                                          |
| 21. 岡部宿    | 1里29丁     | 駿河国 | 志太郡 | 静岡県       | 藤枝市       | 藤枝市       | 内野本陣跡                             |                                                                                          |
| 22. 藤枝宿    | 1里29丁     | 駿河国 | 志太郡 | 静岡県       | 藤枝市       | 藤枝市       | 北緯34度52分11.3秒 東経138度15分9.8秒  |                                                                                          |
| 23. 島田宿    | 2里8丁      | 駿河国 | 志太郡 | 静岡県       | 島田市       | 島田市       | 本陣跡                                 |                                                                                          |
| 24. 金谷宿    | 1里         | 遠江国 | 榛原郡 | 静岡県       | 島田市       | 島田市       | 柏屋本陣跡                             |                                                                                          |
| 25. 日坂宿    | 1里24丁     | 遠江国 | 佐野郡 | 静岡県       | 掛川市       | 掛川市       | 片岡本陣跡                             |                                                                                          |
| 26. 掛川宿    | 1里19丁     | 遠江国 | 佐野郡 | 静岡県       | 掛川市       | 掛川市       | 本陣跡                                 | 掛川城下                                                                                 |
| 27. 袋井宿    | 2里16丁     | 遠江国 | 山名郡 | 静岡県       | 袋井市       | 袋井市       | 東本陣跡                               |                                                                                          |
| 28. 見付宿    | 1里半       | 遠江国 | 磐田郡 | 静岡県       | 磐田市       | 磐田市       | 本陣跡                                 | 本坂通（姫街道）と分岐                                                                   |
| 29. 浜松宿    | 4里7丁      | 遠江国 | 敷知郡 | 静岡県       | 浜松市       | 中央区       | 杉浦本陣跡                             | 浜松城下                                                                                 |
| 30. 舞阪宿    | 2里30丁     | 遠江国 | 敷知郡 | 静岡県       | 浜松市       | 中央区       | 脇本陣                                 |                                                                                          |
| 31. 新居宿    | 1里（海上） | 遠江国 | 敷知郡 | 静岡県       | 湖西市       | 湖西市       | 疋田本陣跡                             |                                                                                          |
| 32. 白須賀宿  | 1里24丁     | 遠江国 | 浜名郡 | 静岡県       | 湖西市       | 湖西市       | 本陣跡                                 |                                                                                          |
| 33. 二川宿    | 2里16丁     | 三河国 | 渥美郡 | 愛知県       | 豊橋市       | 豊橋市       | 本陣資料館                             |                                                                                          |
| 34. 吉田宿    | 1里20丁     | 三河国 | 渥美郡 | 愛知県       | 豊橋市       | 豊橋市       | 本陣跡                                 | 吉田城下                                                                                 |
| 35. 御油宿    | 2里22丁     | 三河国 | 宝飯郡 | 愛知県       | 豊川市       | 豊川市       | 鈴木本陣跡                             | 本坂通（姫街道）と分岐                                                                   |
| 36. 赤坂宿    | 16丁        | 三河国 | 宝飯郡 | 愛知県       | 豊川市       | 豊川市       | 松平本陣跡                             |                                                                                          |
| 37. 藤川宿    | 2里9丁      | 三河国 | 額田郡 | 愛知県       | 岡崎市       | 岡崎市       | 本陣跡広場                             |                                                                                          |
| 38. 岡崎宿    | 1里25丁     | 三河国 | 額田郡 | 愛知県       | 岡崎市       | 岡崎市       | 北緯34度57分28.5秒 東経137度10分9.1秒  | 岡崎城下                                                                                 |
| 39. 池鯉鮒宿  | 3里30丁     | 三河国 | 碧海郡 | 愛知県       | 知立市       | 知立市       | 本陣跡                                 |                                                                                          |
| 40. 鳴海宿    | 2里30丁     | 尾張国 | 愛知郡 | 愛知県       | 名古屋市     | 緑区         | 本陣跡                                 |                                                                                          |
| 41. 宮宿      | 1里半       | 尾張国 | 愛知郡 | 愛知県       | 名古屋市     | 熱田区       | 宮宿 赤本陣南部家跡                    | 熱田神宮周辺。 桑名宿へは東海道唯一の 海上路七里の渡しで結ぶ。美濃路と分岐               |
| 42. 桑名宿    | 7里（川舟） | 伊勢国 | 桑名郡 | 三重県       | 桑名市       | 桑名市       | 本陣跡 (船津屋)                        | 桑名城下                                                                                 |
| 43. 四日市宿  | 3里8丁      | 伊勢国 | 三重郡 | 三重県       | 四日市市     | 四日市市     | 黒川本陣跡                             |                                                                                          |
| 44. 石薬師宿  | 2里27丁     | 伊勢国 | 鈴鹿郡 | 三重県       | 鈴鹿市       | 鈴鹿市       | 小澤本陣跡休憩所                       |                                                                                          |
| 45. 庄野宿    | 27丁        | 伊勢国 | 鈴鹿郡 | 三重県       | 鈴鹿市       | 鈴鹿市       | 本陣跡                                 |                                                                                          |
| 46. 亀山宿    | 2里         | 伊勢国 | 鈴鹿郡 | 三重県       | 亀山市       | 亀山市       | 樋口本陣跡                             | 亀山城下                                                                                 |
| 47. 関宿      | 1里半       | 伊勢国 | 鈴鹿郡 | 三重県       | 亀山市       | 亀山市       | 伊藤本陣跡                             |                                                                                          |
| 48. 坂下宿    | 1里24丁     | 伊勢国 | 鈴鹿郡 | 三重県       | 亀山市       | 亀山市       | 松屋本陣跡                             |                                                                                          |
| 49. 土山宿    | 2里半       | 近江国 | 甲賀郡 | 滋賀県       | 甲賀市       | 甲賀市       | 本陣                                   | 田村神社境内                                                                             |
| 50. 水口宿    | 2里25丁     | 近江国 | 甲賀郡 | 滋賀県       | 甲賀市       | 甲賀市       | 本陣跡                                 |                                                                                          |
| 51. 石部宿    | 3里12丁     | 近江国 | 甲賀郡 | 滋賀県       | 湖南市       | 湖南市       | 小島本陣跡                             |                                                                                          |
| 52. 草津宿    | 2里25丁     | 近江国 | 栗太郡 | 滋賀県       | 草津市       | 草津市       | 田中七左衛門本陣                       | 中山道と共有（草津追分）。                                                               |
| 53. 大津宿    | 3里24丁     | 近江国 | 滋賀郡 | 滋賀県       | 大津市       | 大津市       | 本陣跡                                 | 中山道と共有。北陸道と結ぶ。髭茶屋追分で大津街道（伏見街道）と分岐（→#東海道五十七次）。 |
| 三条大橋      | 3里         | 山城国 | 愛宕郡 | 京都府       | 京都市       | 東山区       | 東詰                                   |                                                                                          |

武蔵国

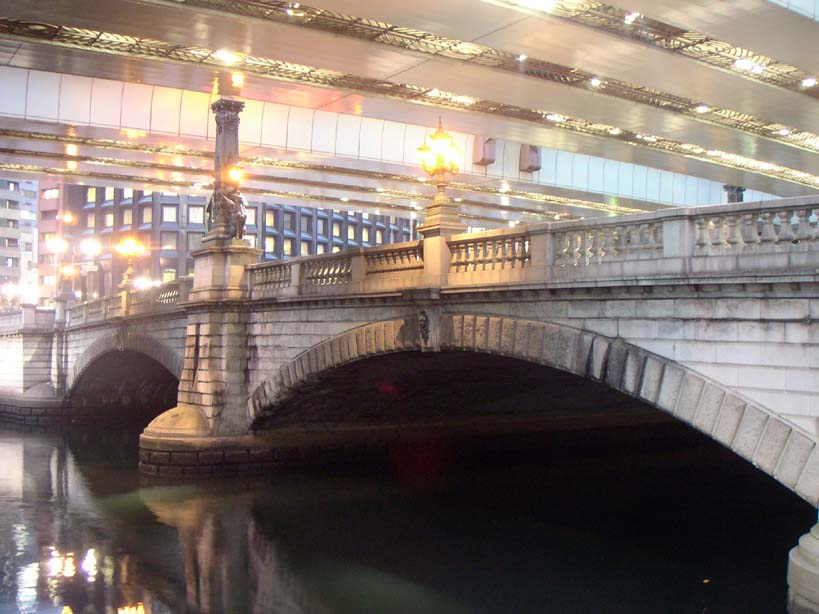
日本橋（東京都 中央区）
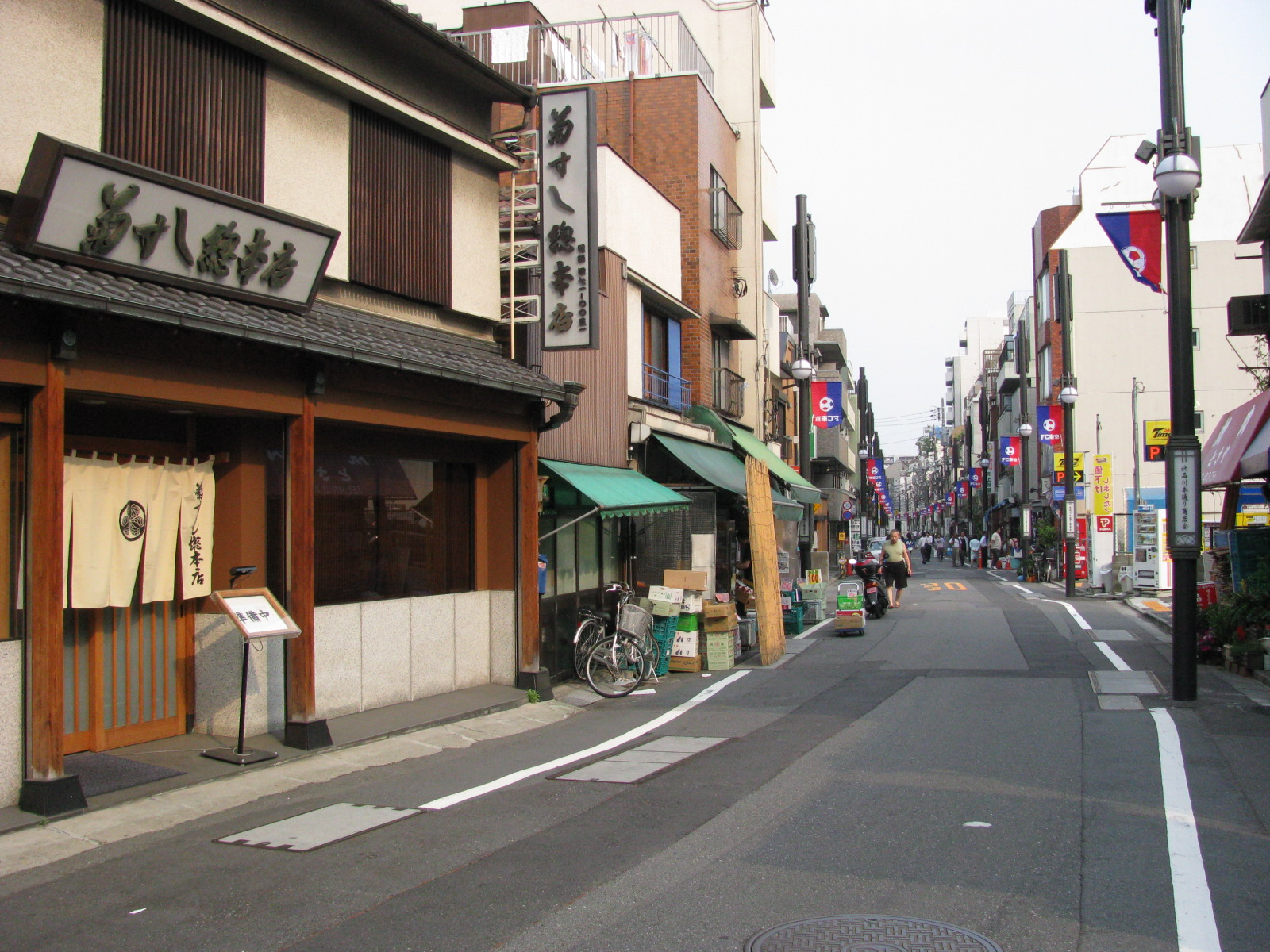
01.品川宿（東京都 品川区）
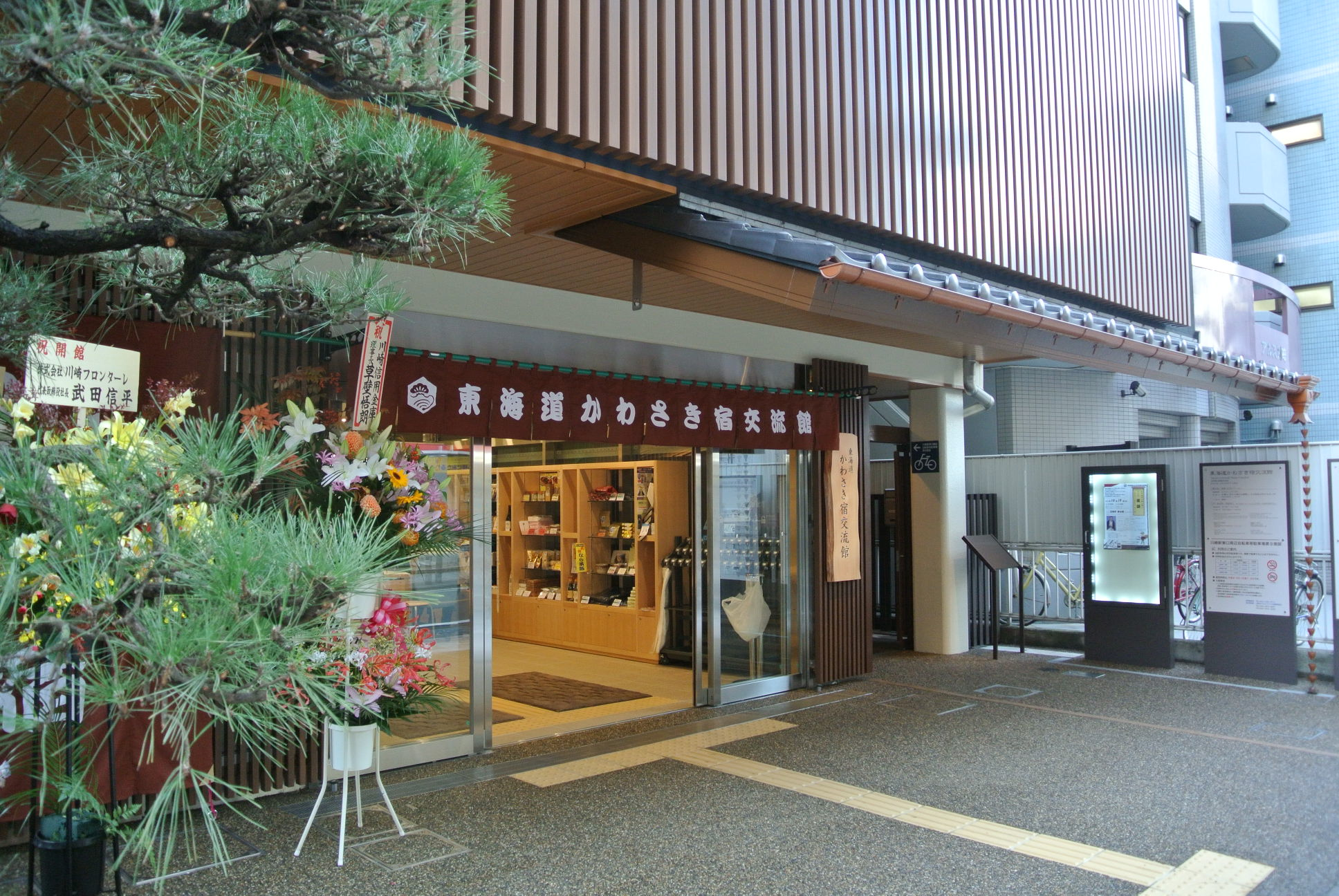
02.川崎宿（神奈川県 川崎市 川崎区）
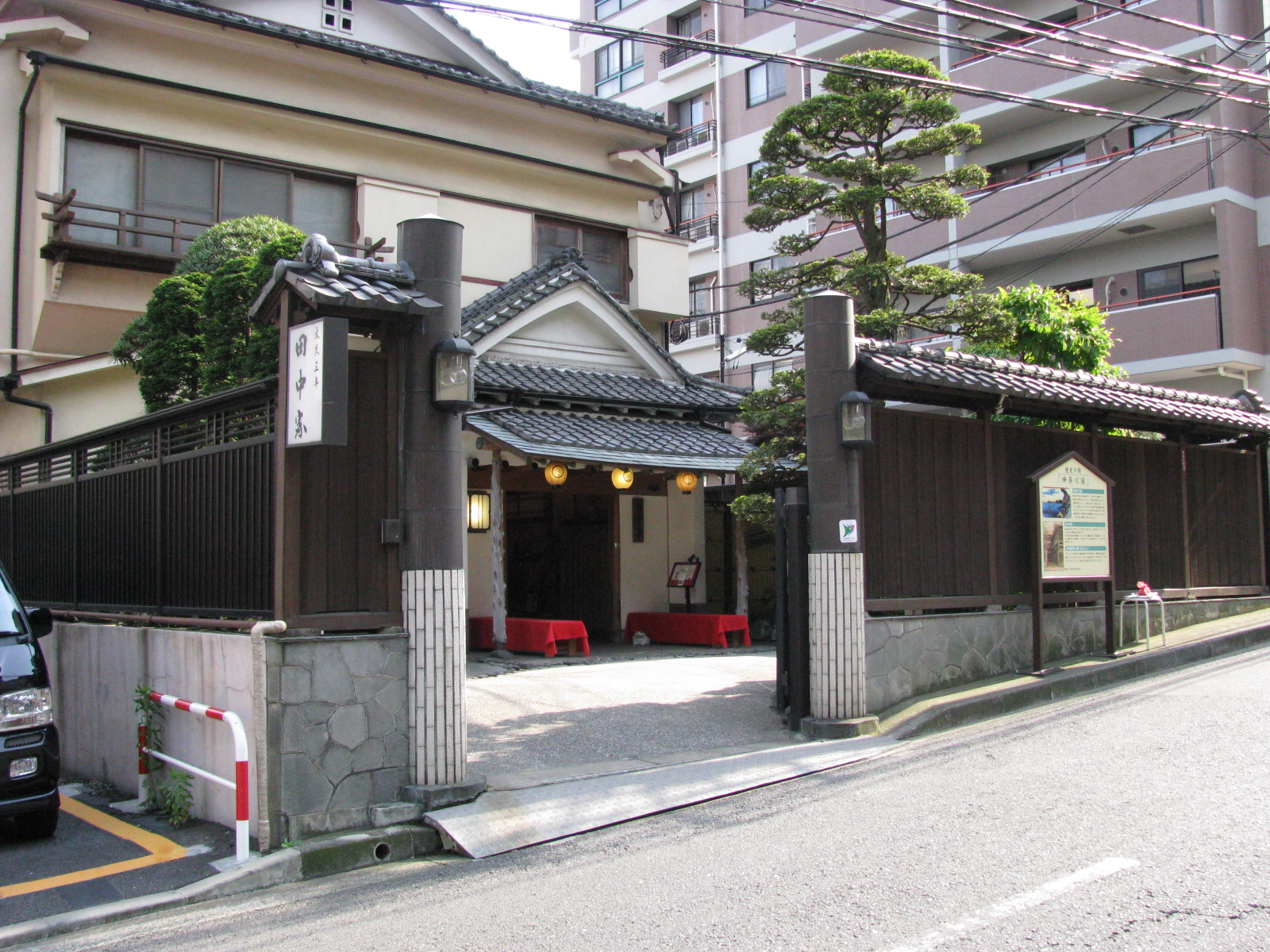
03.神奈川宿（神奈川県 横浜市 神奈川区）
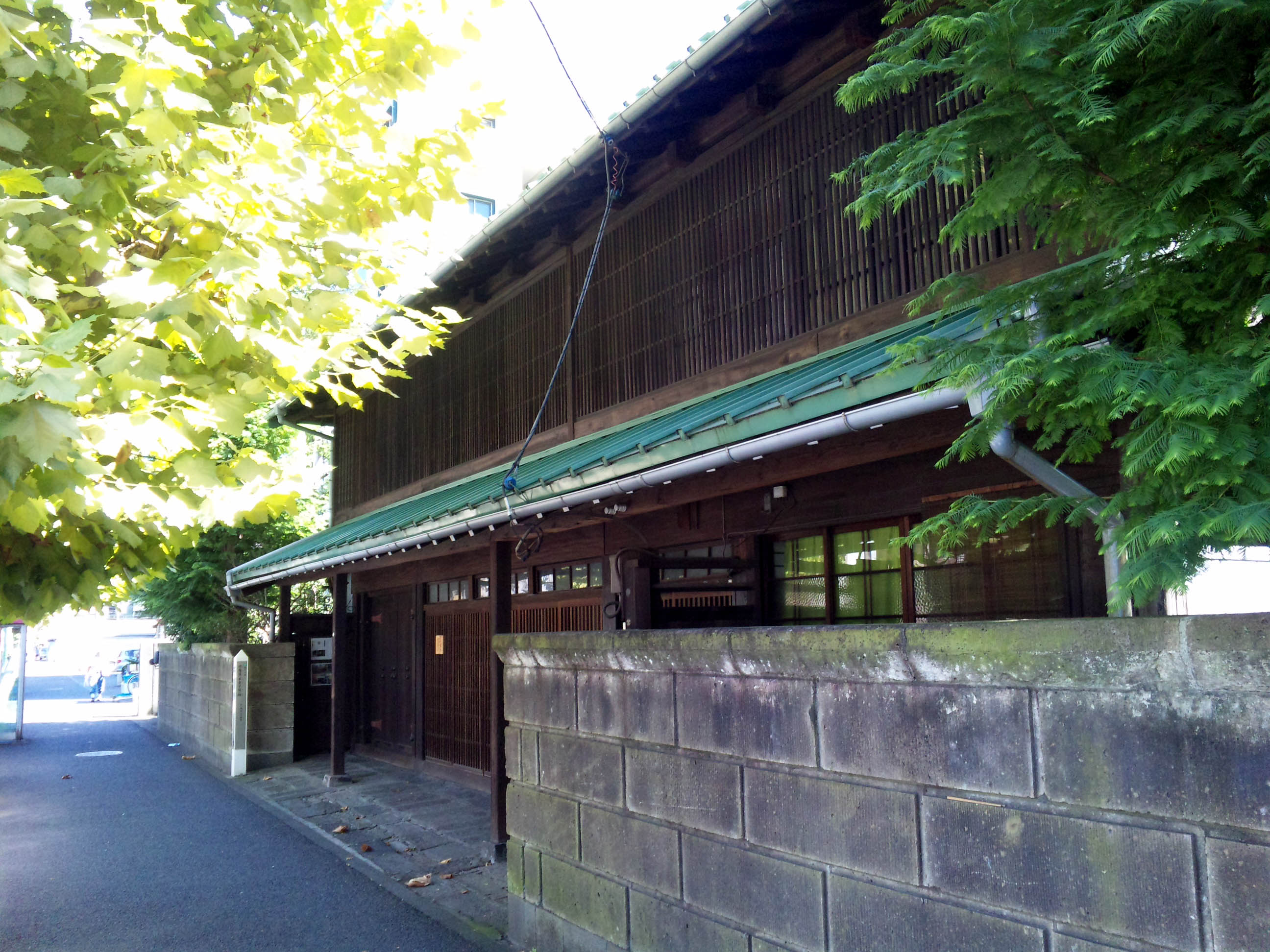
04.程ヶ谷宿（神奈川県 横浜市 保土ケ谷区）

相模国

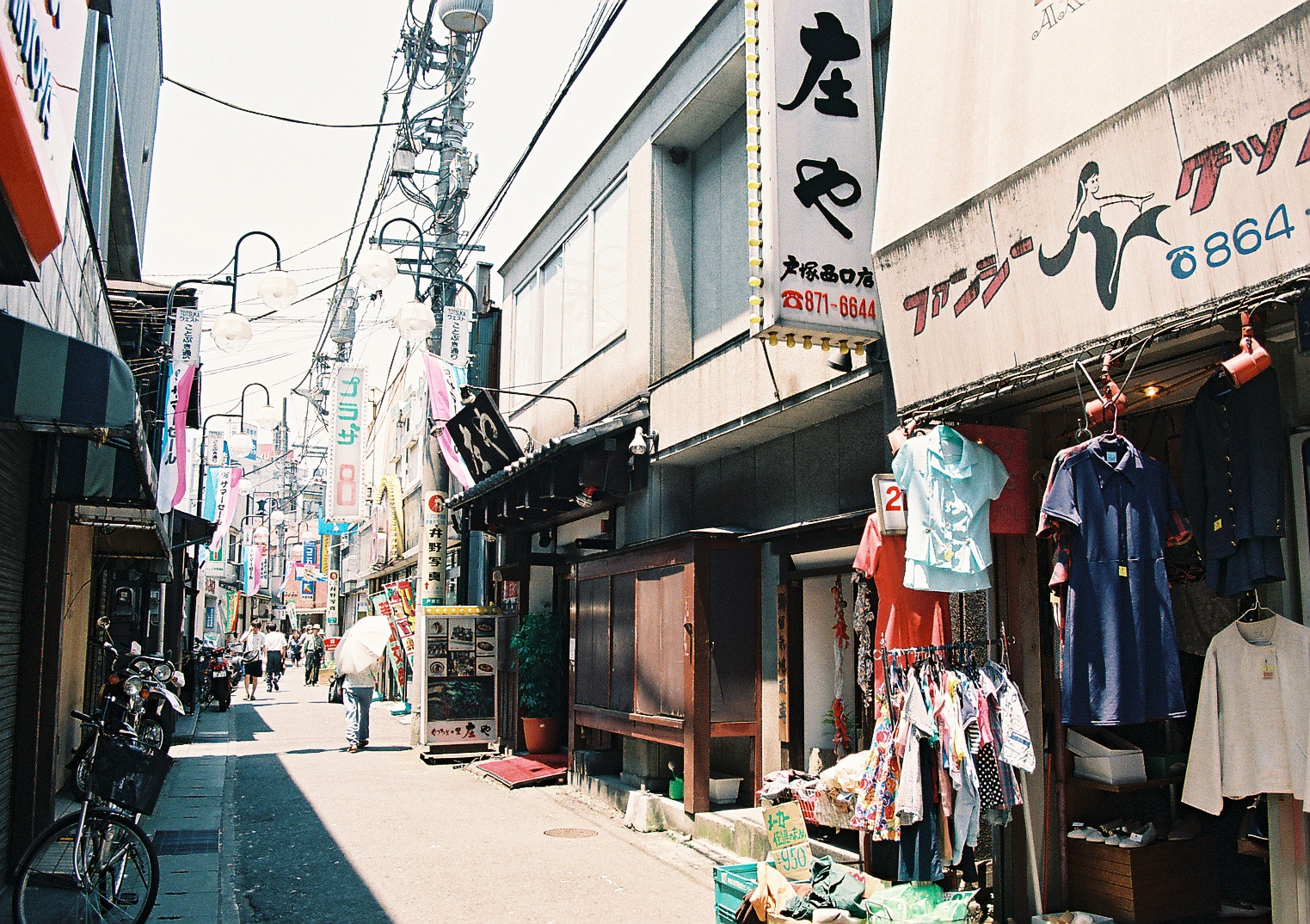
05.戸塚宿（神奈川県 横浜市 戸塚区）
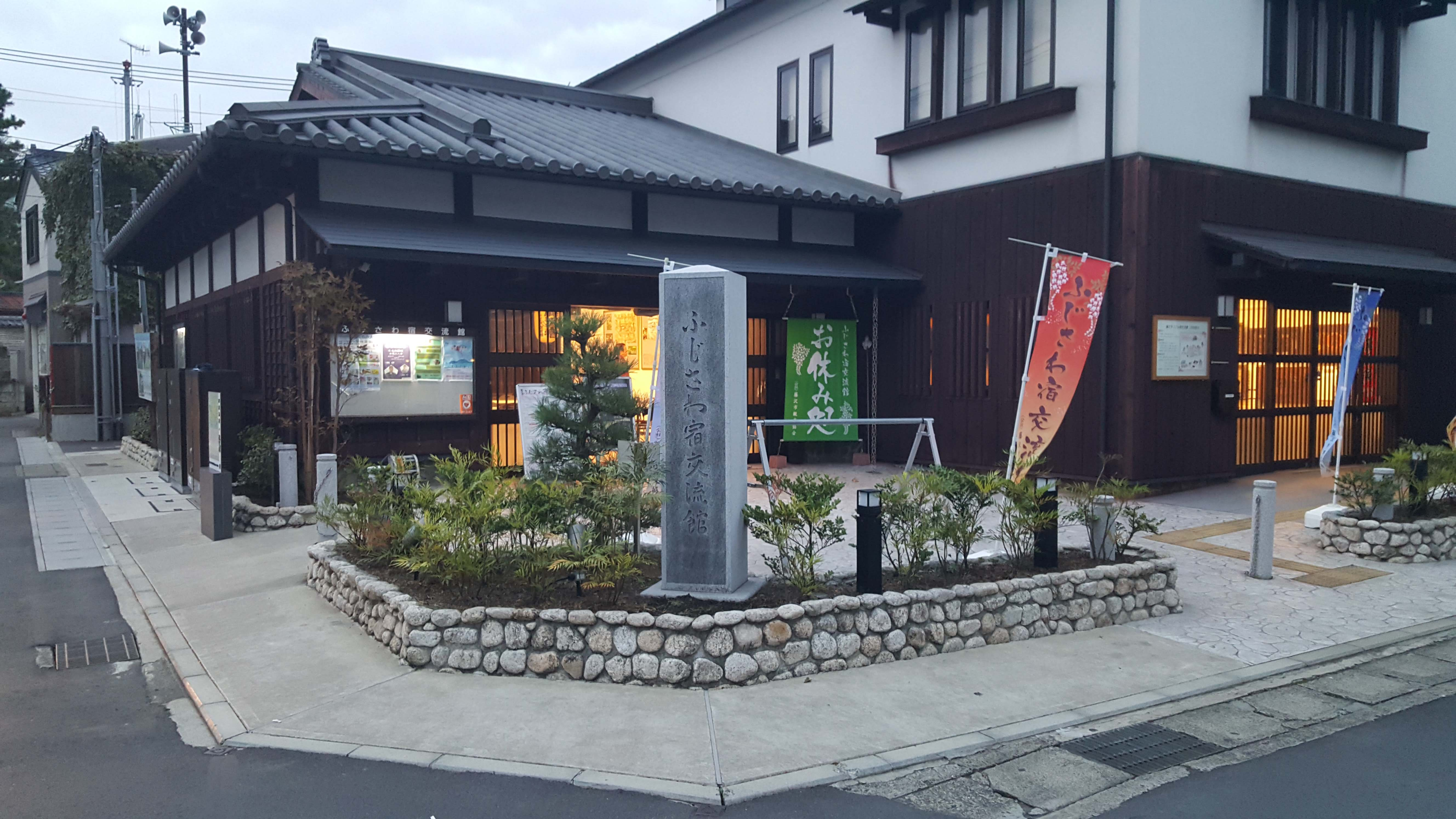
06.藤沢宿（神奈川県 藤沢市）
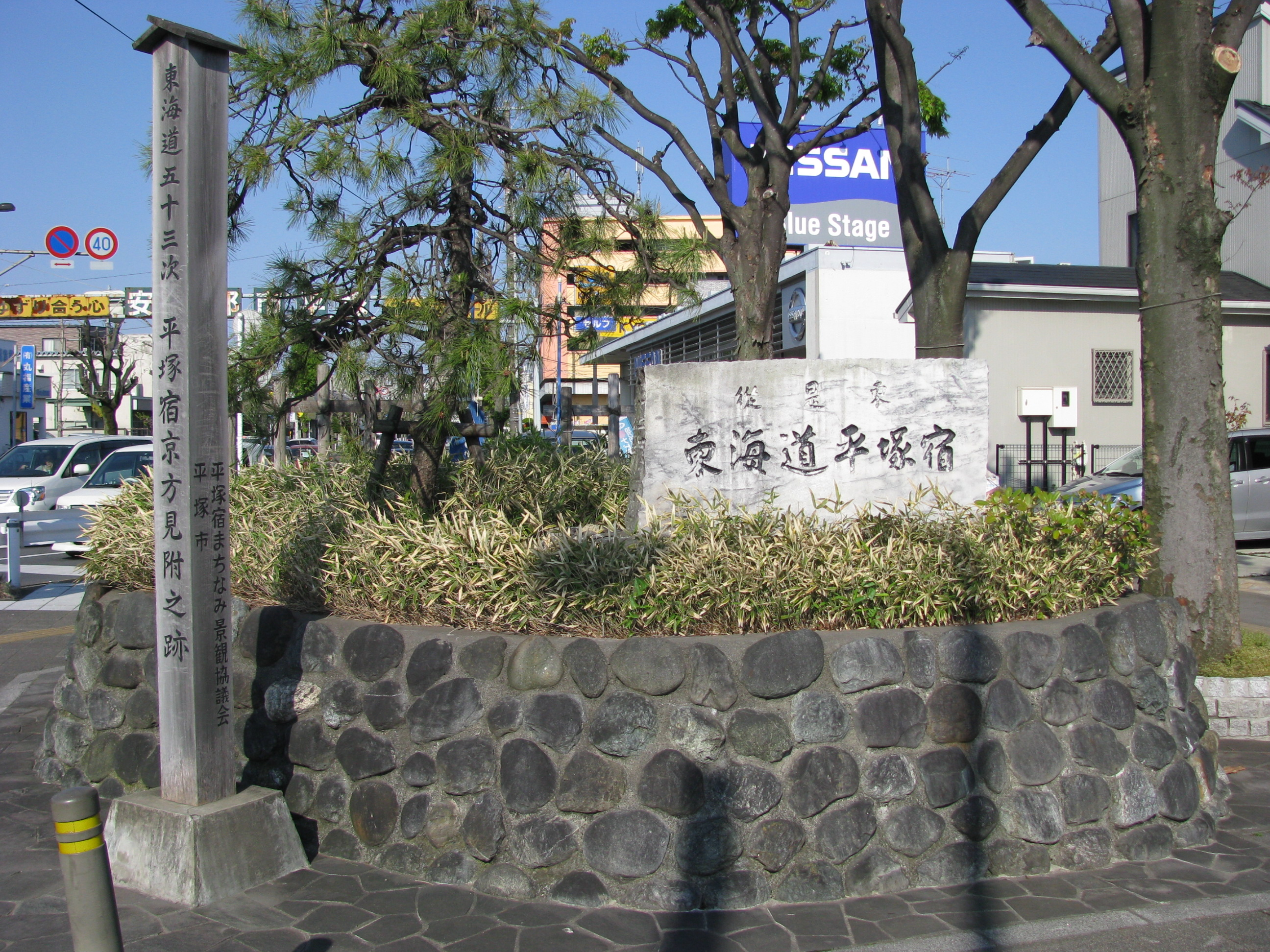
07.平塚宿（神奈川県 平塚市）
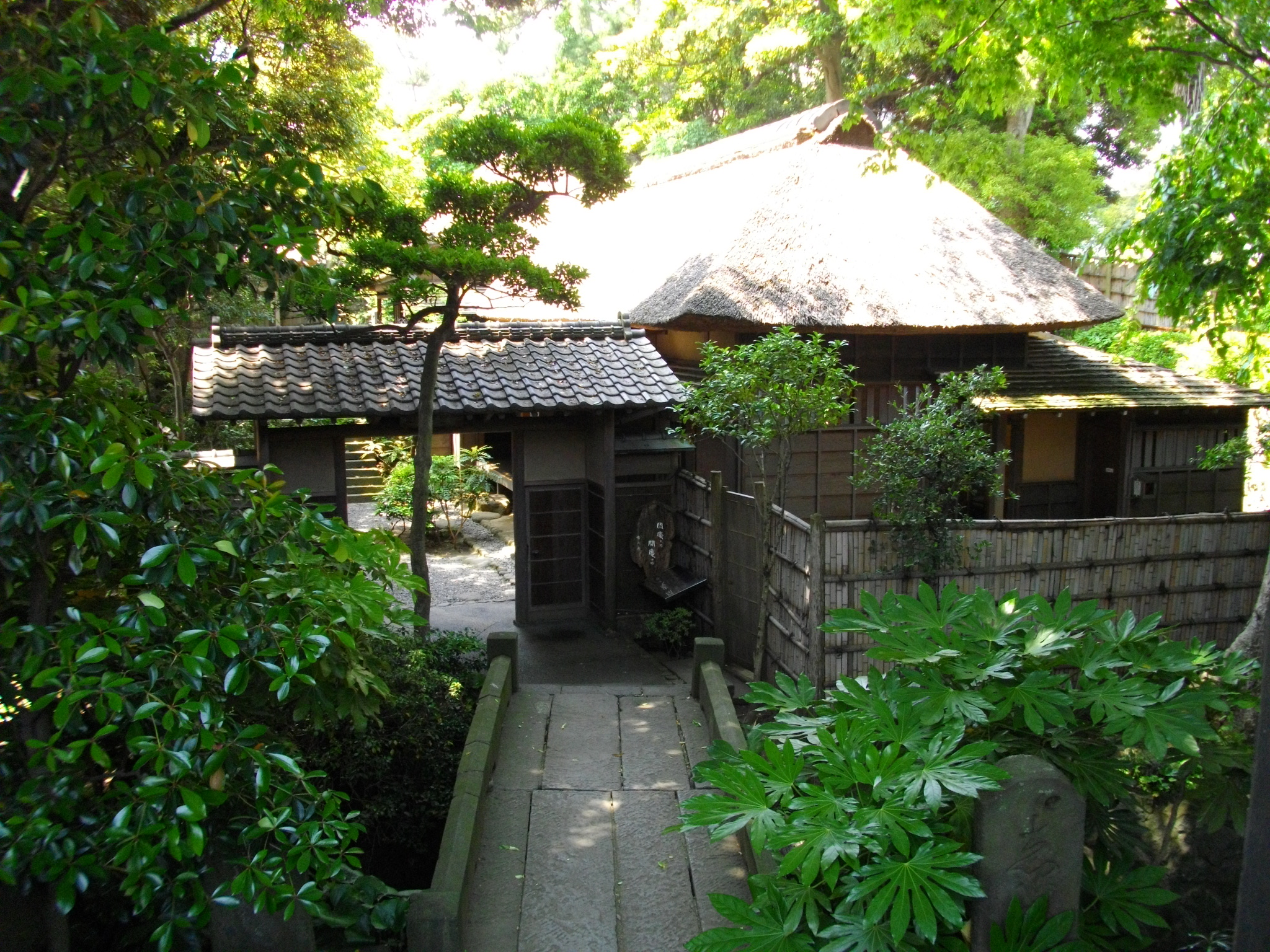
08.大磯宿（神奈川県 中郡 大磯町）
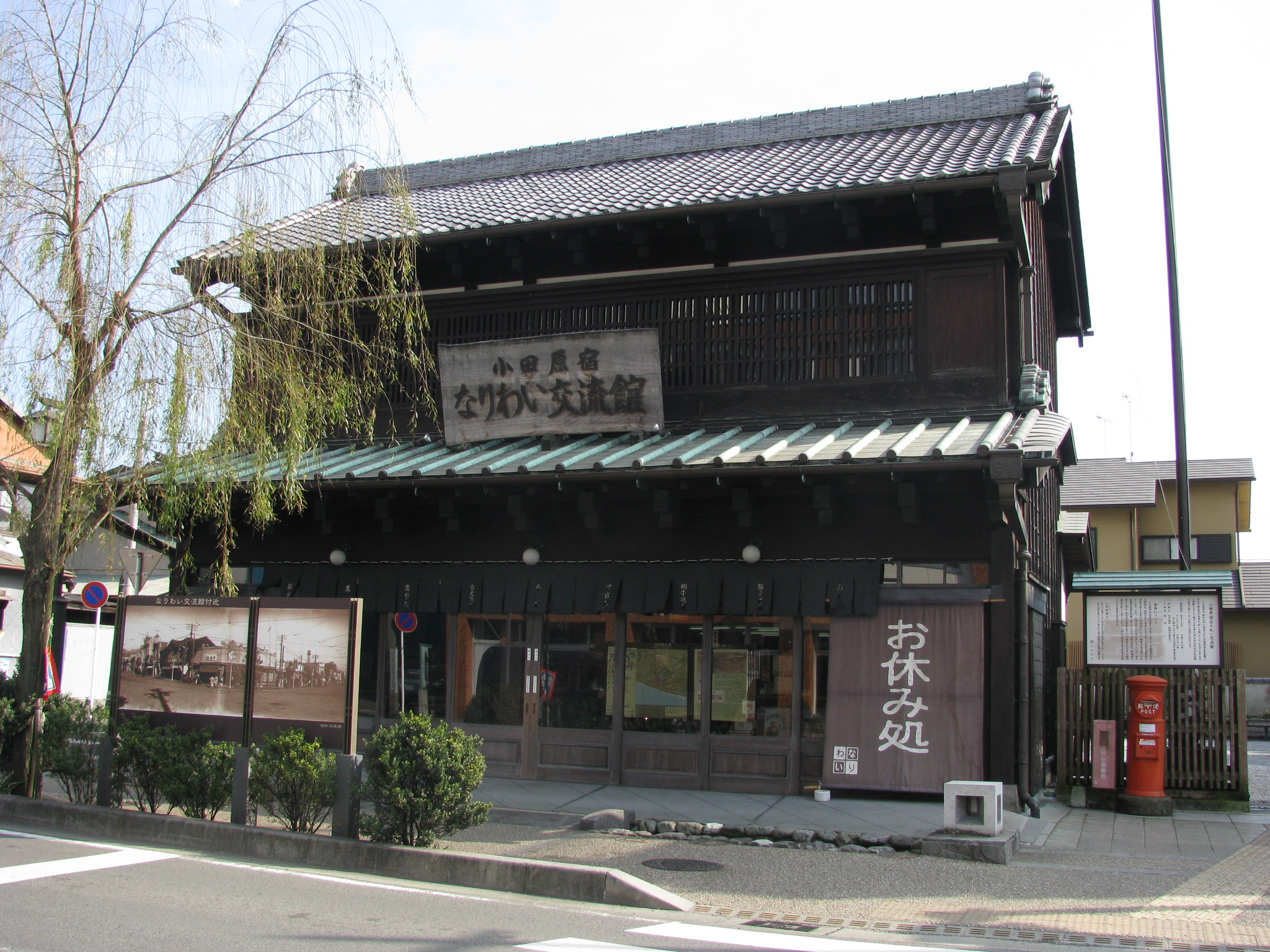
09.小田原宿（神奈川県 小田原市）
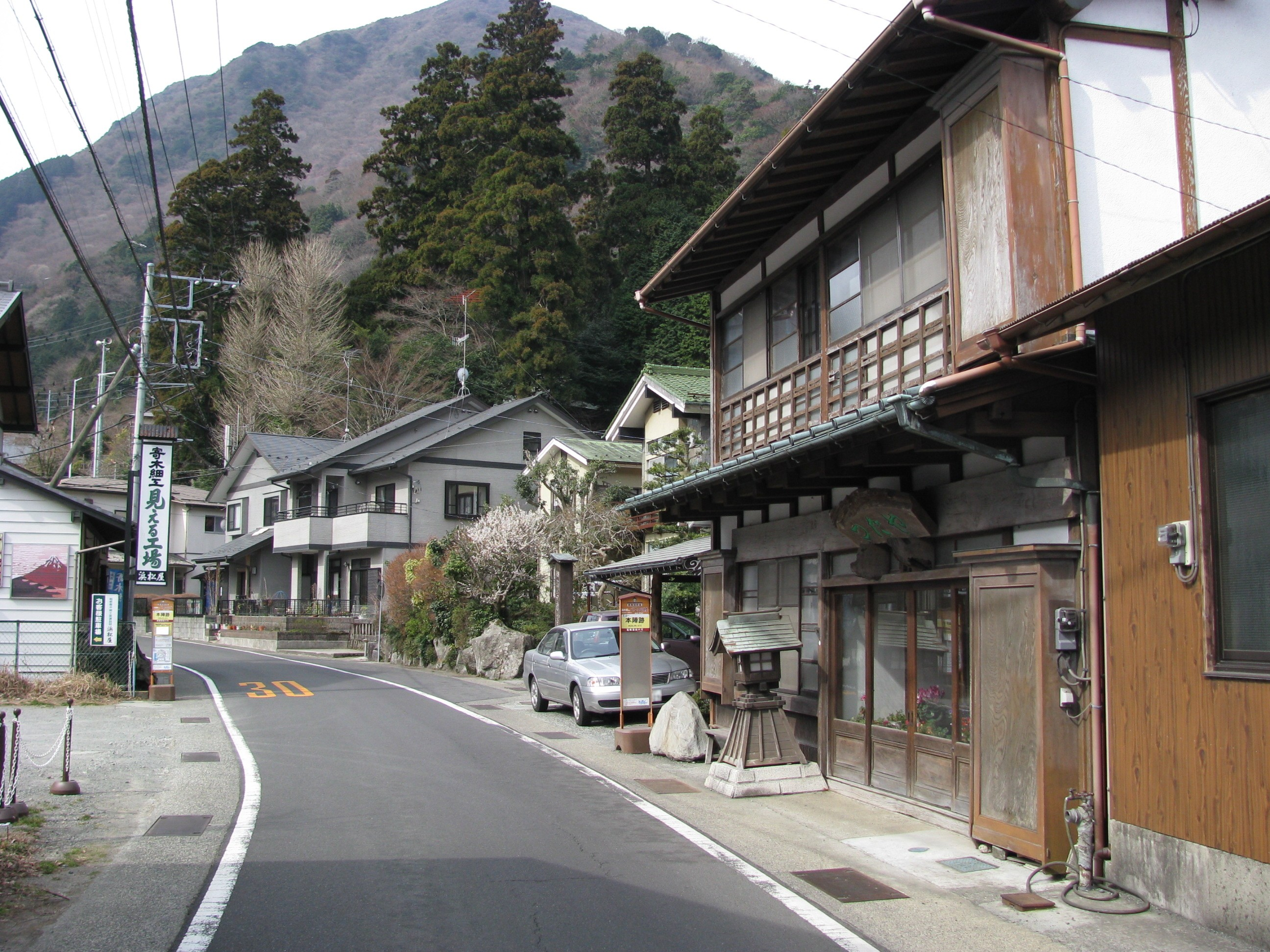
10.箱根宿（神奈川県 足柄下郡 箱根町）

伊豆国

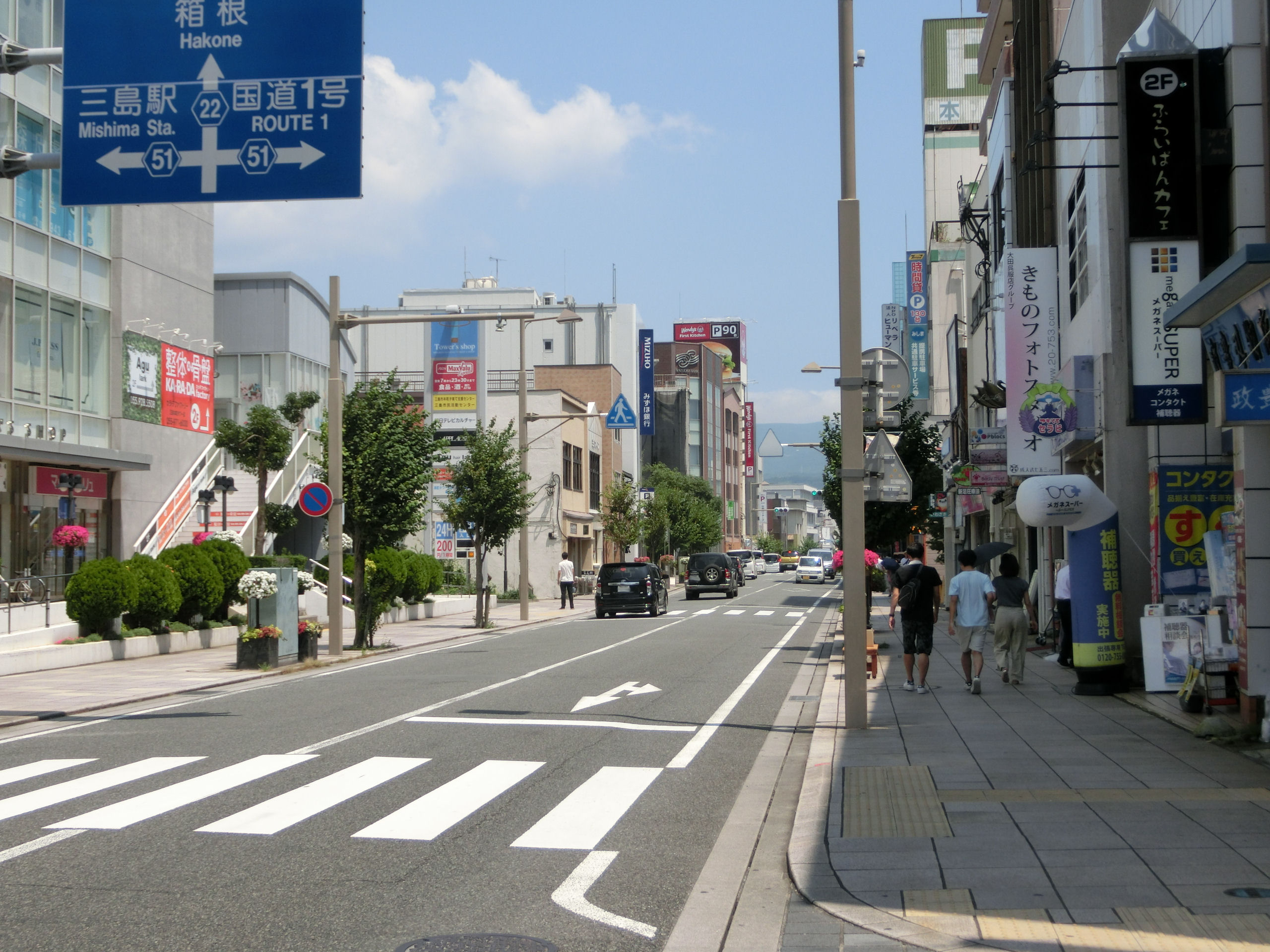
11.三島宿（静岡県 三島市）

駿河国

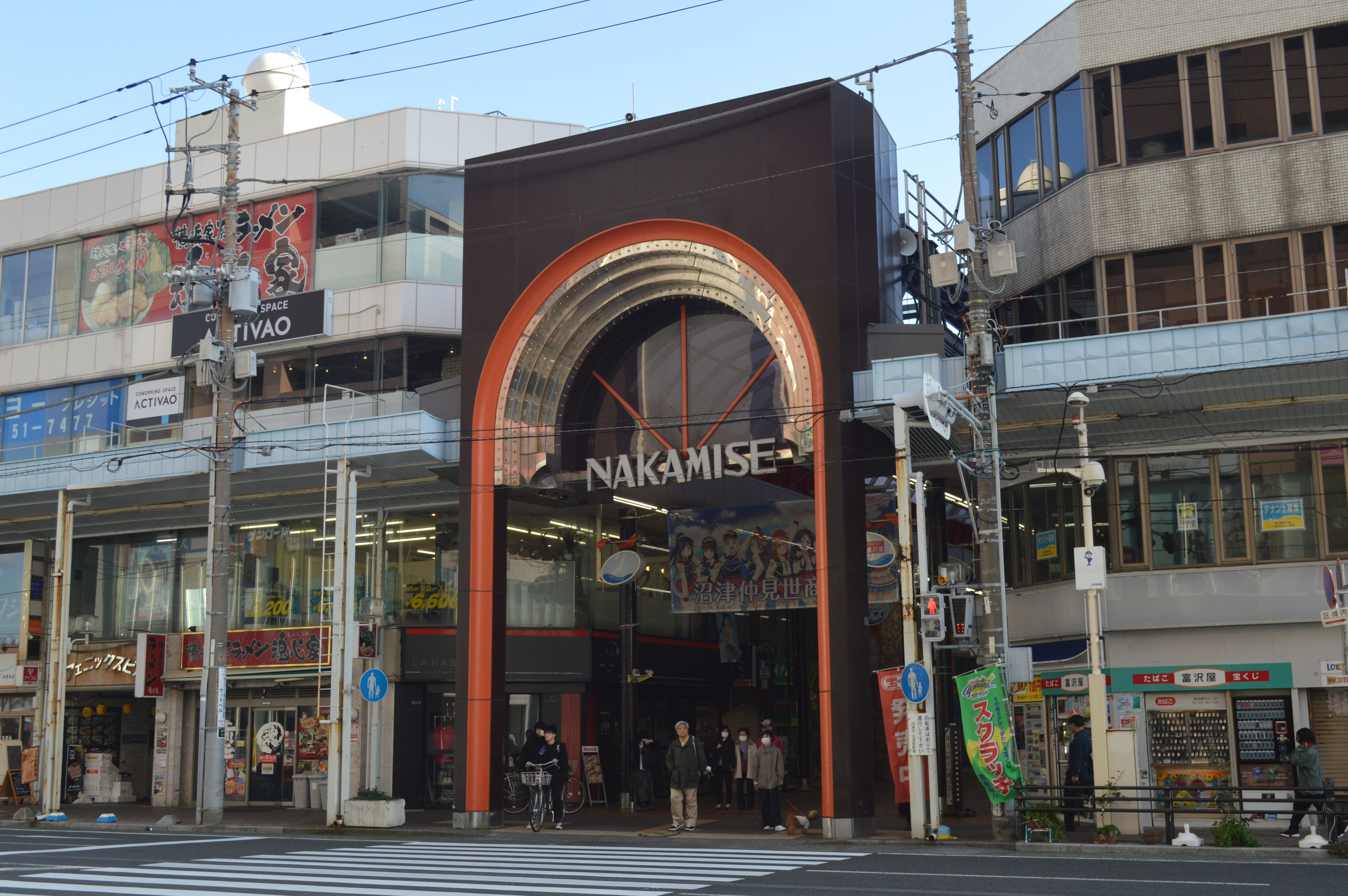
12.沼津宿（静岡県 沼津市）
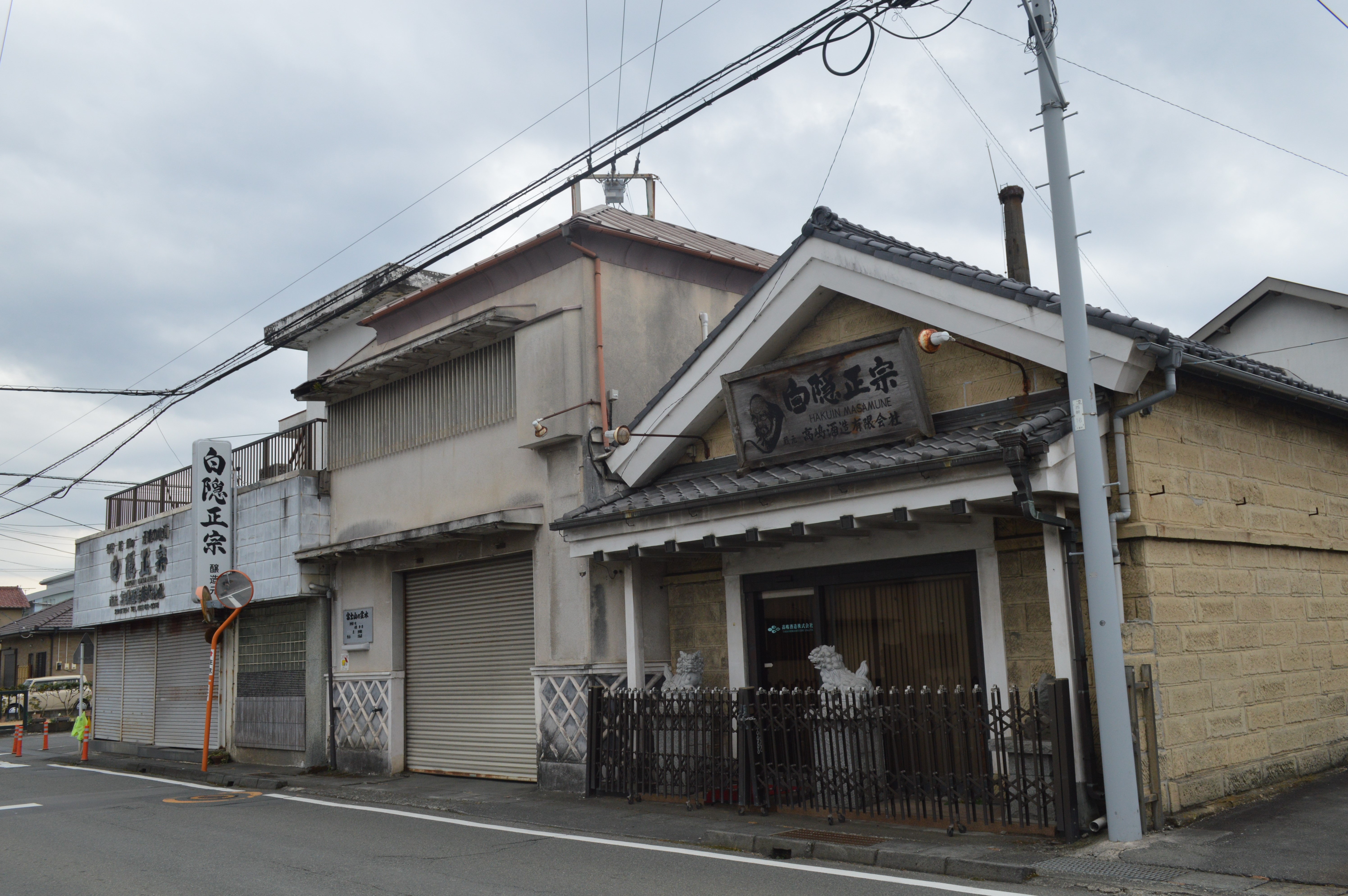
13.原宿（静岡県 沼津市）
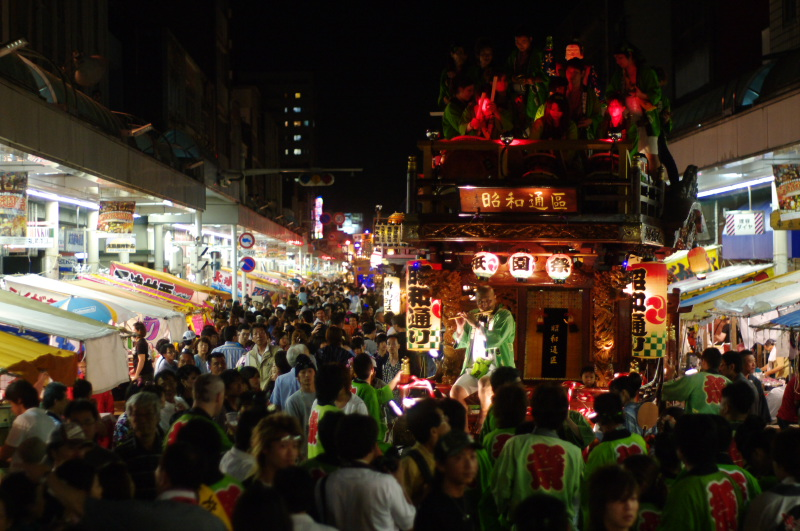
14.吉原宿（静岡県 富士市）
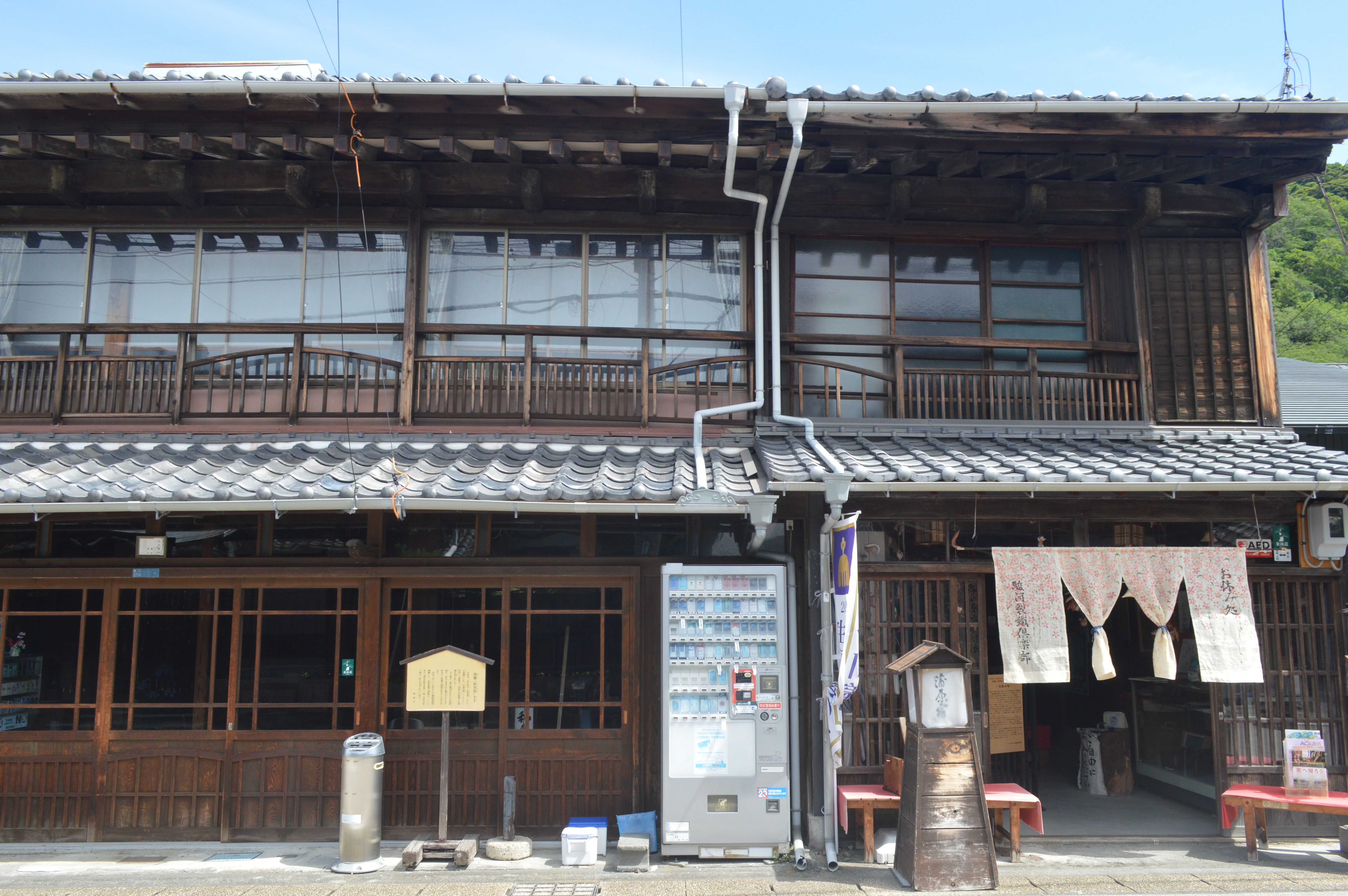
15.蒲原宿（静岡県 静岡市 清水区）
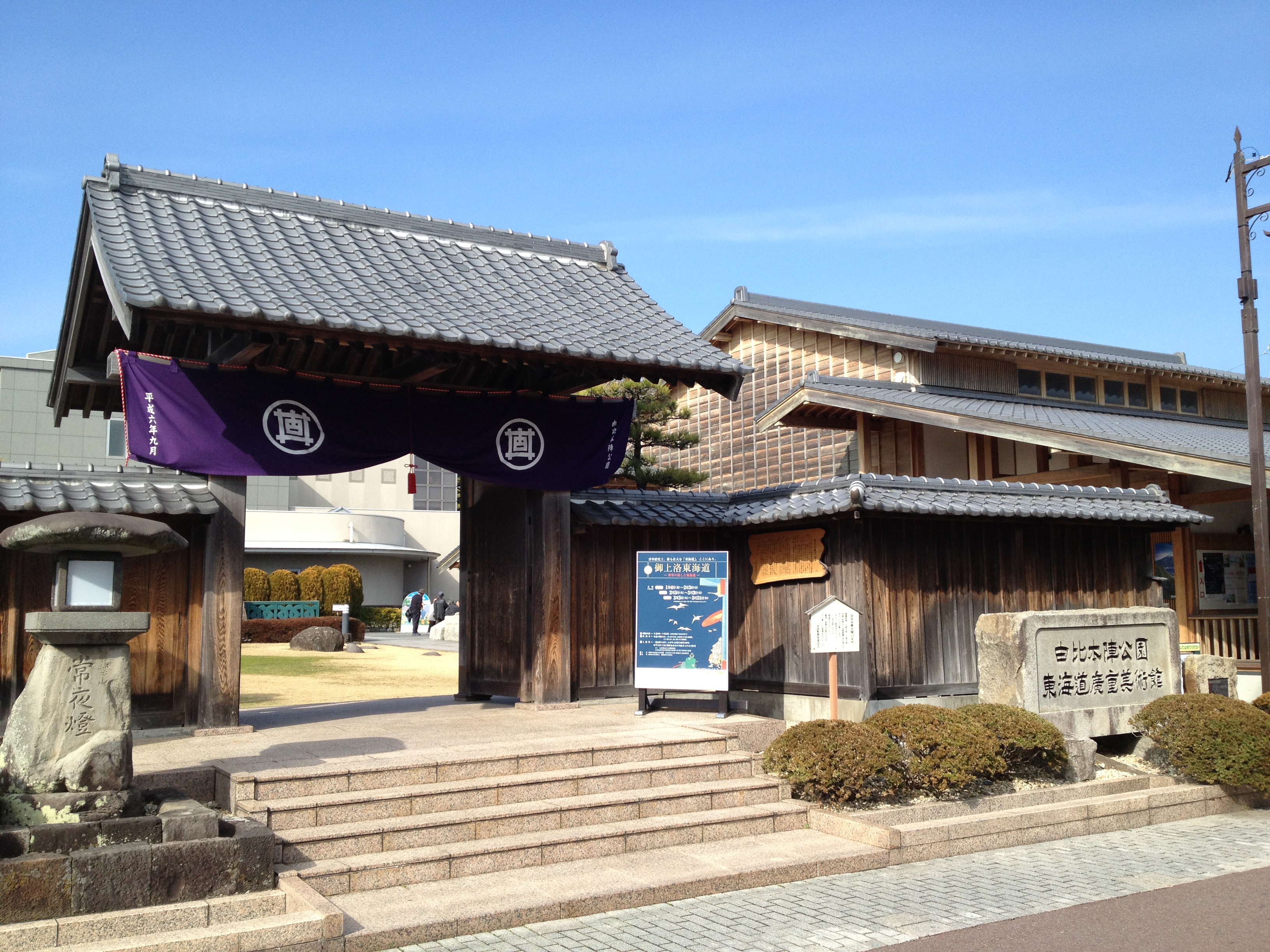
16.由比宿（静岡県 静岡市 清水区）
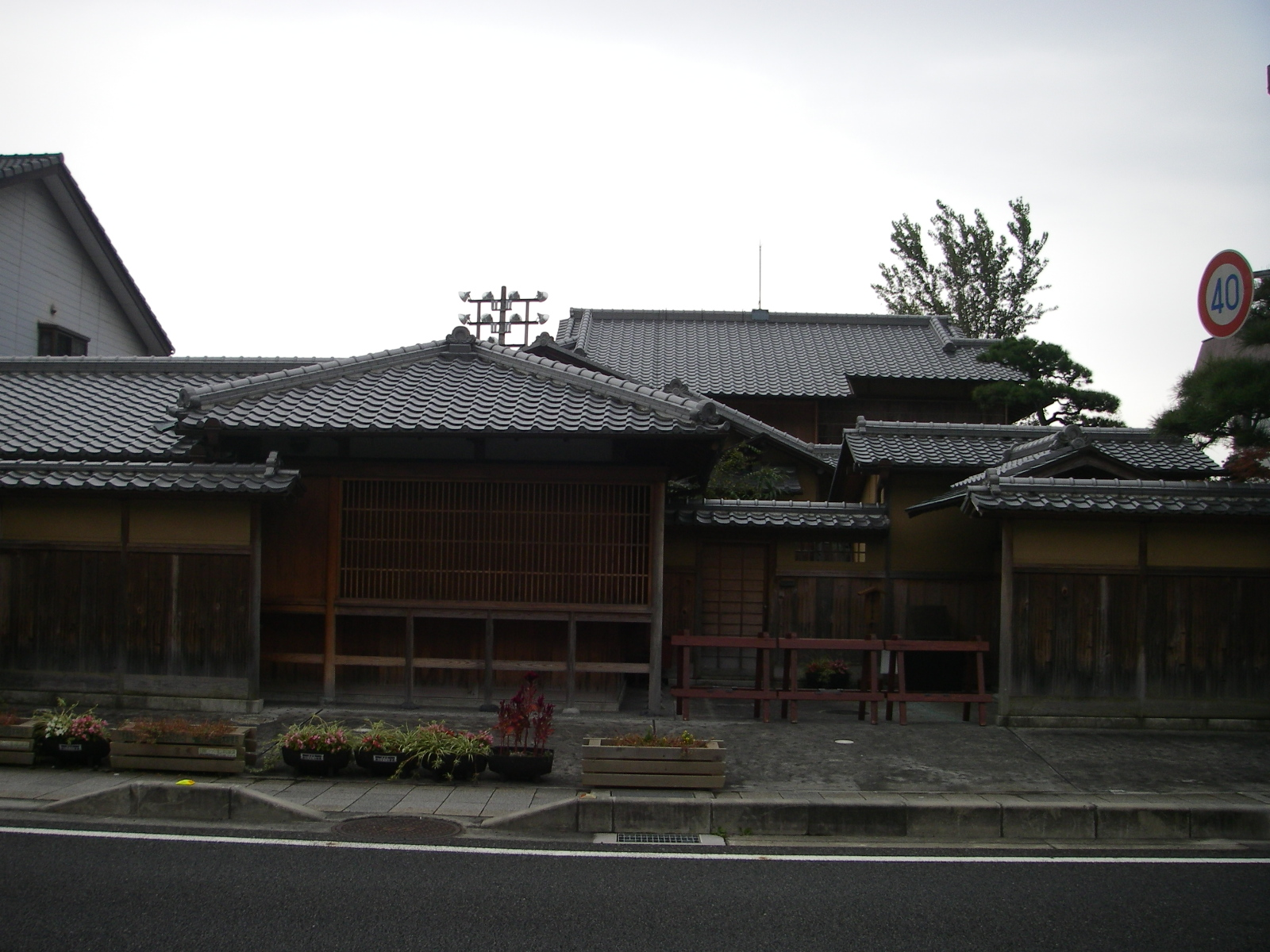
17.興津宿（静岡県 静岡市 清水区）
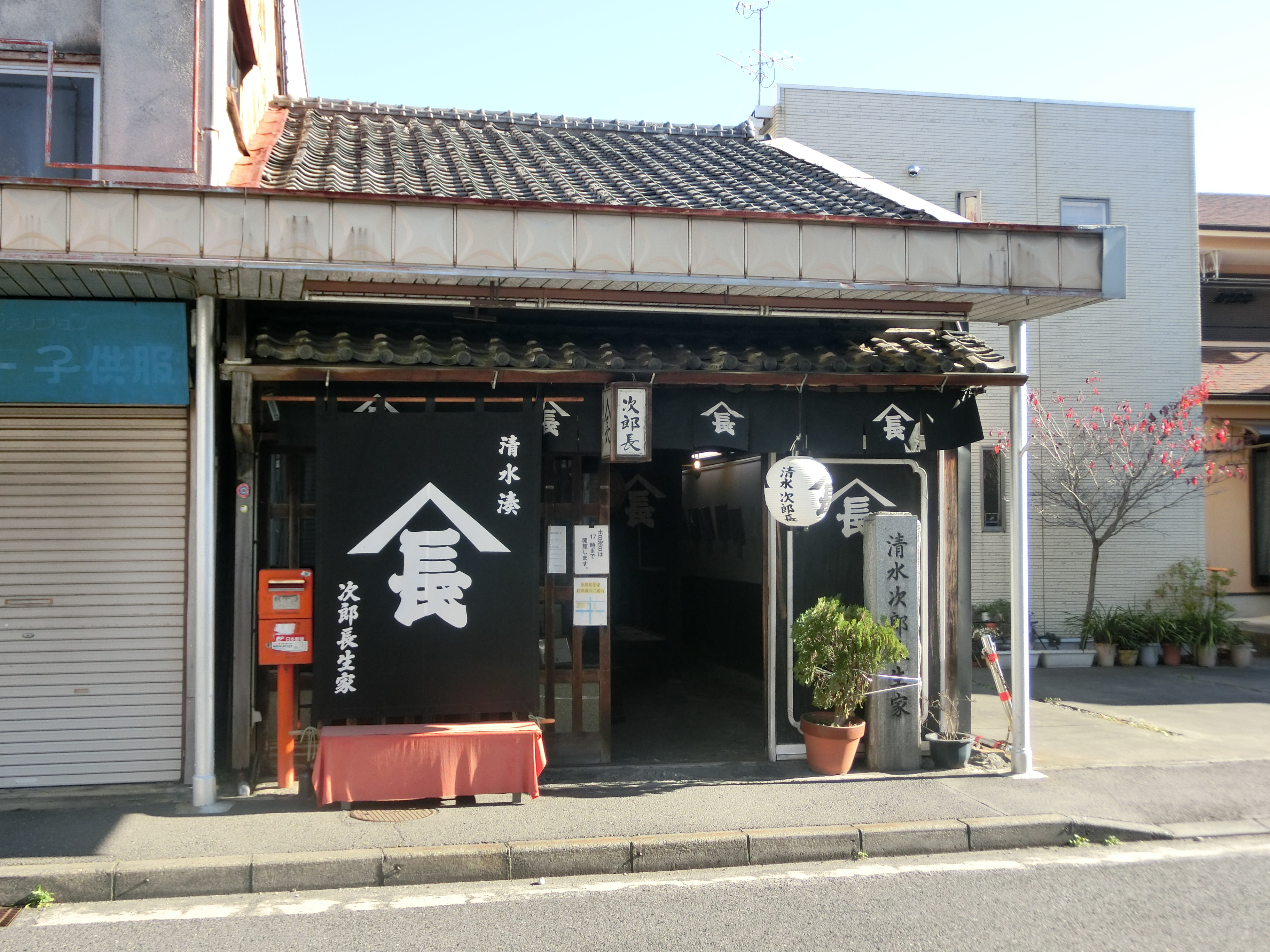
18.江尻宿（静岡県 静岡市 清水区）
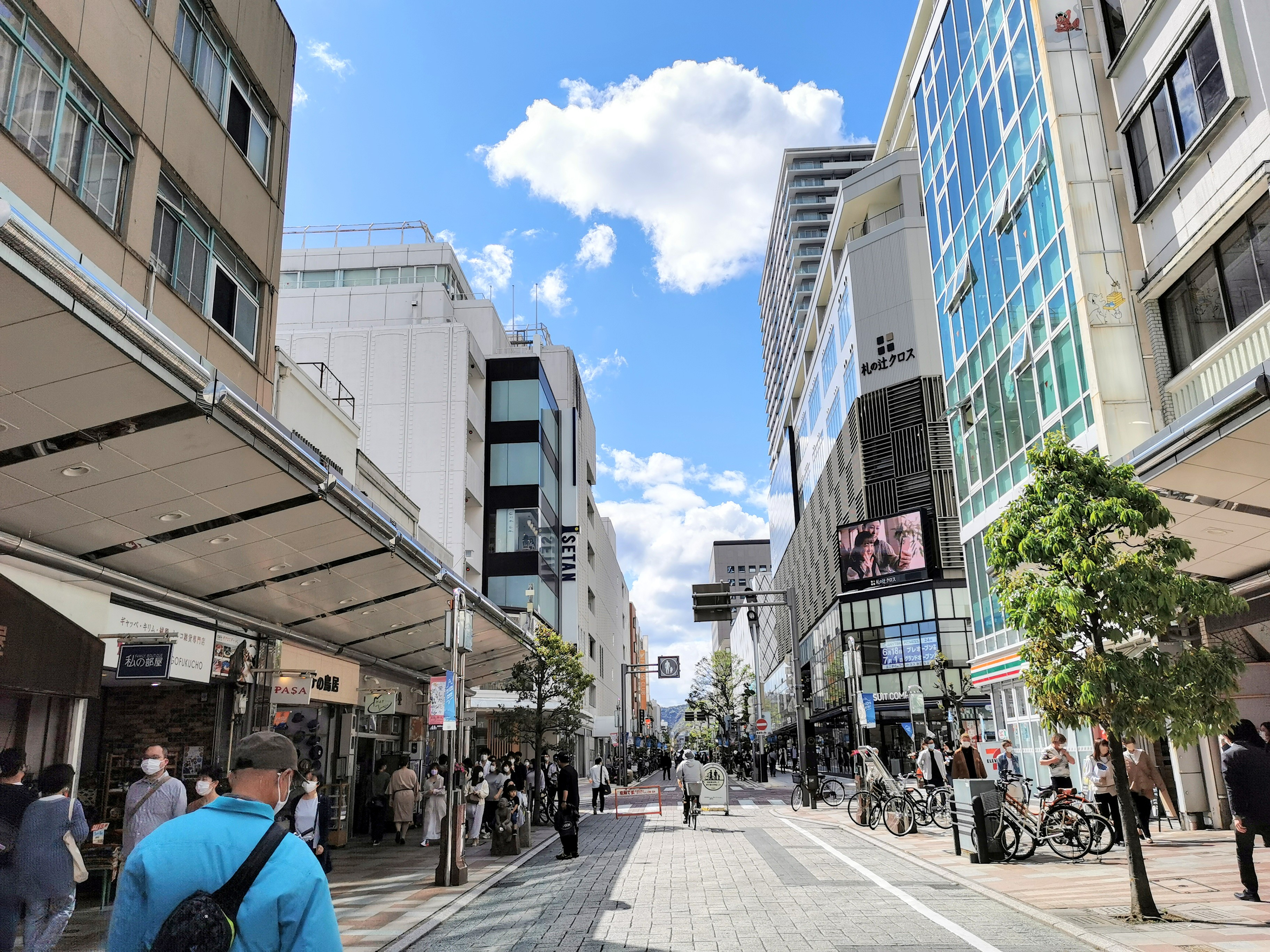
19.府中宿（静岡県 静岡市 葵区）

遠江国

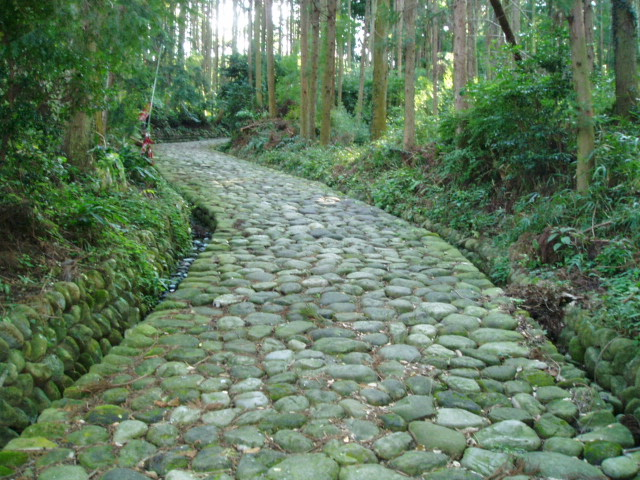
金谷坂（金谷―日坂間）

三河国
- 御油の松並木

尾張国
- 鳴海・常夜灯
- 熱田・熱田神宮

伊勢国
- 桑名・七里の渡し跡
- 関宿（重伝建）

近江国

山城国
- 京都・三条大橋

## 東海道五十七次
東海道の終点（西の起点）を京・三条大橋に置くと東海道は53の宿を継いでいく「東海道五十三次」となるが、江戸幕府は、大坂・京橋（のちに高麗橋）までの道筋に、伏見宿・淀宿・枚方宿・守口宿を置き、後にこの4宿を通る延長部分も含めた区間を東海道と規定する文書を発出している。そこで、品川宿から大津宿の53宿に、この4宿を加えて、近年「東海道五十七次」ということがある。この名称は、東海道の宿場制度制定（慶長6年（1601年））から400周年を控えた1999年に新聞に掲載されるなど、およそ20世紀末ごろから一般に用いられるようになった。
延長部分の4宿へは、大津宿の先の追分（髭茶屋追分）で三条大橋への道と分かれ、大津街道を通り伏見宿に至り、伏見宿から京街道の淀宿・枚方宿・守口宿を経て大坂・京橋に至る。すなわちこの経路をたどると、京・三条大橋には至らない。そのため、京（洛中）を避ける参勤交代の経路として用いられた。この東海道の延長部分は大津街道の一部（伏見宿から髭茶屋追分まで）と京街道の一部（大坂・京橋から伏見宿まで）により構成される。この大津街道は京に向かわないため京街道とは言われないことから、東海道の延長部分全体を指して京街道と呼ぶのは誤りである。
また、この京街道は大坂からは途中の淀宿あるいは伏見宿までは東海道（の延長部分）と同じ経路であるが、淀または伏見から東海道を外れ、淀から鳥羽街道を経て東寺口（鳥羽口）、また伏見からは伏見街道を経て五条橋口あるいは竹田街道を経て東洞院通（竹田口）と、三条大橋とは異なる京（洛中）の出入口に通じている。
以下に大津宿から大坂まで（延長部分の4宿）について記す。数は品川宿からの通し番号である。
| 宿場       | 令制国 | 郡     | 現在の自治体 | 現在の自治体 | 現在の自治体 | 特記事項                           |
| 宿場       | 令制国 | 郡     | 都道府県     | 市区町村     | 市区町村     | 特記事項                           |
| ---------- | ------ | ------ | ------------ | ------------ | ------------ | ---------------------------------- |
| 53. 大津宿 | 近江国 | 滋賀郡 | 滋賀県       | 大津市       | 大津市       | 髭茶屋追分で東海道から分かれる。   |
| 54. 伏見宿 | 山城国 | 紀伊郡 | 京都府       | 京都市       | 伏見区       |                                    |
| 55. 淀宿   | 山城国 | 久世郡 | 京都府       | 京都市       | 伏見区       |                                    |
| 56. 枚方宿 | 河内国 | 茨田郡 | 大阪府       | 枚方市       | 枚方市       |                                    |
| 57. 守口宿 | 河内国 | 茨田郡 | 大阪府       | 守口市       | 守口市       |                                    |
| 高麗橋     | 摂津国 | 西成郡 | 大阪府       | 大阪市       | 中央区       | 江戸時代は京橋（大阪市）であった。 |